# 極左暴力集団
極左暴力集団（きょくさぼうりょくしゅうだん）とは、社会主義革命や共産主義革命を目指し暴力的な闘争を展開する集団。日本の警察などが使用している用語。マスコミ用語では過激派など、日本共産党用語ではニセ「左翼」暴力集団に相当する。

## 概要
源流は1957年に路線を巡る対立から日本共産党を離党・除名となったメンバーが中心となって結成された日本トロツキスト連盟（直後に革命的共産主義者同盟と改名）である。当初は学生を中心としていたため、「過激学生集団」と呼称されていた。1970年代に入り「新左翼」各派は学生中心の組織から極左政治組織へと変貌していき、警察は「極左暴力集団」と呼称することになった。以降、警察白書などの警察の刊行物では、「極左暴力集団」という用語を使い続けている。日本労働党など暴力的活動を行っていないその他の左派系の団体や暴力革命をかつて標榜していた日本共産党は含まれてない。破防法に基づき公安当局に監視されている日本共産党については左派系の市民運動とともに別の項目で記述されている。
1971年2月16日の参議院地方行政委員会で山口廣司警察庁警備局長は極左暴力集団について「日本共産党に対しましてもっと過激な手段方法でもって共産主義革命、社会主義革命をやろうという集団」「非常に過激な手段でもって自分たちの主張を貫いていこうという集団」と述べている。
全体の人数は1969年の約5万3500人をピークに減少しており、1988年には約3万5000人、2010年には約1万3000人となっている。
2010年代以降、新たな潮流として、対レイシスト行動集団（C.R.A.C.）が登場し、全国各地で「レイシスト」へのカウンターや保守系政党の選挙運動に対する「選挙妨害」を繰り広げ、暴徒化していることから、警察当局や公安調査庁が警戒に当たっている。